# Đurakovo
Đurakovo (em cirílico:Ђураково) é uma vila da Sérvia localizada no município de Veliko Gradište, pertencente ao distrito de Braničevo, na região de Braničevo. A sua população era de 338 habitantes segundo o censo de 2002.

## Demografia
| 1948 | 1953 | 1961 | 1971 | 1981 | 1991 | 2002 |
| ---- | ---- | ---- | ---- | ---- | ---- | ---- |
| 664  | 687  | 658  | 577  | 634  | 532  | 338  |